# Trym
Trym (staronordijski Þrymr) je div iz nordijske mitologije. Iz porodice je mraznih divova i živi u njihovom svijetu Jotunheimu.
Ukrao je Torov malj Mjollnir kako bi oslabio bogove i prisilio ih da mu daju božicu Freyju za ženu. Bogovi su, ponajprije Loki, Heimdall i Tor, to uspjeli spriječiti. Kasnije je Tor, poznat po svojoj nemilosrdnoj borbi protiv divova, ubio Tryma, njegovu sestru i sve mrazne divove koji su došli na vjenčanje, i tako vratio svoju najveću dragocjenost, malj Mjollnir.
Njegovim se imenom naziva Thrymr, jedan od brojnih Saturnovih prirodnih satelita iz takozvane nordijske grupe.